# Qasr-e Qomsheh
Qaşr-e Qomsheh o Kasr-e Gūmīsheh (farsi قصرقمشه) è una città dello shahrestān di Shiraz, circoscrizione Centrale, nella provincia di Fars, in Iran. Aveva, nel 2006, una popolazione di 10.890 abitanti.